# Spanophatnus bicinctorius
Spanophatnus bicinctorius är en stekelart som först beskrevs av Carl Peter Thunberg 1822.  Spanophatnus bicinctorius ingår i släktet Spanophatnus och familjen brokparasitsteklar. Inga underarter finns listade i Catalogue of Life.